# Leidenschaften (Film)
Leidenschaften (italienischer Titel Interno Berlinese) ist ein deutsch-italienisches Filmdrama aus dem Jahr 1985. Die Regie führte Liliana Cavani. Die Handlung basiert auf der Novelle Quicksand (Manji) von Tanizaki Jun’ichirō aus den Jahren 1928–1930.

## Handlung
Der Film beschreibt, wie sich im Berlin des Jahres 1938 zwischen Louise von Hollendorf, der attraktiven Frau eines deutschen Diplomaten, und Mitsuko Matsugae, der Tochter des japanischen Botschafters, eine intime Liebesbeziehung entwickelt.
Als der Ehemann Louises von der Affäre erfährt, versucht er zunächst, diese zu beenden, verliebt sich aber schließlich selbst in Mitsuko. Aus der Affäre der beiden Frauen entwickelt sich eine von Eifersucht und Leidenschaft zerfressene Ménage à trois.
Als die Geschichte an die Öffentlichkeit zu geraten droht, versuchen die drei, sich gemeinschaftlich umzubringen. Louise überlebt und schreibt die Geschichte nieder.

## Veröffentlichung
Auf der Berlinale 1986 wurde der Film in Deutschland uraufgeführt.

## Kritik
Das Lexikon des internationalen Films schrieb, dass „[d]ie Themen Sexualität und Faschismus […] in einer oberflächlichen Inszenierung verschenkt“ werden würden. Zudem würden „weder [die] Geschichte einer obsessiven Liebe noch die Gefühlswelten seiner Figuren überzeugend vermittelt“.